# Pothos
Pour les articles homonymes, voir Pothos (homonymie).
Dans la mythologie grecque, Pothos (en grec ancien Πόθος / Póthos), fils d'Aphrodite et de Cronos (selon Philon de Byblos cité par Eusèbe), ou de Zéphyr et d'Iris, personnifie avec son frère Éros, auquel il est souvent assimilé, le Désir amoureux (qu'il soit passionné, ardent, sensuel ou sexuel).
Il est l'un des trois dieux ailés de l'Amour connus sous le nom d’Érotes (Ἔρωτες / Érôtes, « les dieux de l'Amour »).
Pothos ne possède aucune légende propre.

## Représentations
Pothos fait partie des dieux ailés de l'Amour connus sous le nom d’Érotes (Ἔρωτες / Érôtes, « les dieux de l'Amour »). Ces Érotes, le plus souvent au nombre de trois, sont Pothos, Himéros et Éros. Ils sont souvent dépeints ensemble sur les céramiques grecques. Des traditions ultérieures mentionnent un quatrième dieu ou génie de l'Amour en la personne d'Antéros, personnification ou bien de l'Amour réciproque ou, a contrario, de l'Amour non partagé, donné tantôt pour fils d'Arès et d'Aphrodite tantôt pour fils de Poséidon et Néritès, voire un cinquième avec Hédylogos, le dieu de la flatterie.

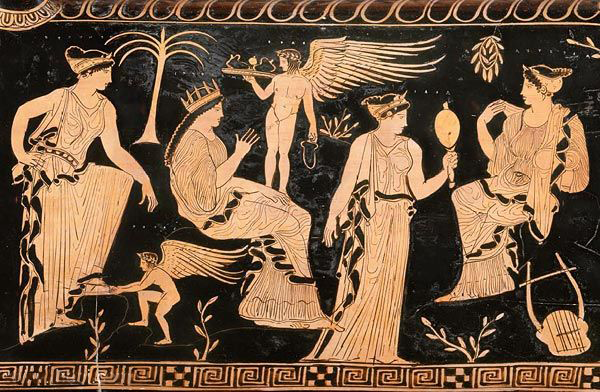
Eurynome, Pothos, Hippodamie, Éros, Iaso et Astéria sur un vase attique à figures rouges par le peintre de Kadmos, vers 400 av. Chr.

## Note
1. ↑  Pausanias, Description de la Grèce [détail des éditions] [lire en ligne] (I & VI) ; Cicéron, De natura deorum [détail des éditions] [lire en ligne] (III, 21).
2. ↑  Claude Élien, De Natura Animalium, 14. 28

## Sources
- Eschyle, Les Suppliantes [détail des éditions] [lire en ligne] (v. 1034 & 1039).
- Nonnos de Panopolis, Dionysiaques [détail des éditions] [lire en ligne] (XXV, 150 ; XXXI, 103 ; XXXIII, 112 ; XLVII, 340 & 442).
- Pausanias, Description de la Grèce [détail des éditions] [lire en ligne] (I, 43, 6).